# Władysław Ochota
Władysław Ochota (ur. 6 sierpnia 1937 w Rykach) – polski ślusarz i działacz robotniczy, poseł na Sejm PRL VII kadencji (1976–1980). 

## Życiorys
Syn Piotra i Marianny. W Zespole Szkół Zawodowych wyuczył się na ślusarza mechanika, po czym pracował w Zakładach Remontowych Maszyn Budowlanych w Warszawie, FSC Lublin oraz Zakładach Azotowych w Kędzierzynie-Koźlu. W 1965 podjął pracę w Zakładach Azotowych w Puławach, gdzie był m.in. monterem oraz brygadzistą w Zakładach Mechanicznych. Pełnił funkcję sekretarza Rady Okręgowej Związku Zawodowego Chemików.
Był członkiem Związku Młodzieży Polskiej i Związku Młodzieży Socjalistycznej. Od 1964 działał w Polskiej Zjednoczonej Partii Robotniczej. W 1975 zasiadł w Komitecie Zakładowym (zostając także I sekretarzem Podstawowej Organizacji Partyjnej, którym był do 1977; następnie do 1979 był II sekretarzem), w Komitecie Miejskim i w Komitecie Wojewódzkim (był jego członkiem do 1979) partii oraz był delegatem na jej VII Zjazd.
W 1969 został radnym Miejskiej Rady Narodowej w Puławach, a w 1976 posłem na Sejm PRL VII kadencji w okręgu Puławy. Zasiadał w Komisjach Górnictwa, Energetyki i Chemii oraz Rolnictwa i Przemysłu Spożywczego.
Otrzymał Odznakę „Przodujący Pracownik Lubelszczyzny”.